# Kunibert Lennerts
Kunibert Hubert Lennerts (* 11. Januar 1963) ist ein deutscher Wirtschaftsingenieur, und Universitätsprofessor für Facility Management beim Institut für Technologie und Management im Baubetrieb (TMB) der Fakultät Bauingenieur-, Geo- und Umweltwissenschaften am Karlsruher Institut für Technologie (KIT). Seine Stelle ist die erste deutsche Universitätsprofessur für Facility Management.

## Beruflicher Werdegang
Kunibert Lennerts legte 1982 am Städtischen Nicolaus-Cusanus-Gymnasium in Bergisch Gladbach das Abitur ab. Im selben Jahr hat er den Studiengang Wirtschaftsingenieurwesen mit der Fachrichtung Operations Research/Informatik an der Universität Karlsruhe (TH) begonnen und das Studium, nach einem Auslandsstipendium an der University of Texas at Austin im Jahr 1985/1986, als Diplom-Wirtschaftsingenieur 1990 abgeschlossen. In den Jahren 1990 bis 1996 war er wissenschaftlicher Mitarbeiter am Institut für Maschinenwesen im Baubetrieb an der Universität Karlsruhe (TH) und wurde 1996 zum Dr.-Ingenieur an der Fakultät für Bauingenieurwesen der Universität Karlsruhe (TH) mit Auszeichnung promoviert. Titel der Dissertation lautet: „Ein hybrides, objektorientiertes System zur Planung optimierter Baustellen-Layouts“. In den Jahren von 1996 bis 2000 hat er als Bereichsleiter des Immobilienmanagements in der Zentrale der Deutschen Bahn Immobiliengesellschaft gearbeitet, bis er im Jahr 2000 den Ruf als erste deutsche Universitätsprofessor für Facility Management an das Karlsruher Institut für Technologie (KIT), ehemals Universität Karlsruhe (TH), erhielt und folgte.
Er ist Autor zahlreicher Veröffentlichungen auf dem Gebiet des Facility Managements und aktives Mitglied in verschiedenen nationalen und internationalen Verbänden. Er war viele Jahre Mitglied des Präsidiums der Deutschen Gesellschaft für Nachhaltiges Bauen (DGNB) und des Vorstands des Instituts der Deutschen Wirtschaft (IW Köln). Zudem ist er als Gründungsmitglied aktiv im Nachhaltigkeitsbeirat der ECE, Leiter der Arbeitsgruppe Bestandsimmobilien der Energie Task Force des Zentralen Immobilien Ausschuss (ZIA) und Mitglied der Leitung des KIT Innovation Hub „Prävention im Bauwesen“. Ferner ist er Geschäftsführender Gesellschafter der ikl GmbH.

## Privates
Kunibert Lennerts wurde am 11. Januar 1963 als ältester Sohn des Ehepaars Hubert Lennerts und Luzie Lennerts geboren. Er ist verheiratet und hat zwei Töchter und einen Sohn.